# Chetumal Bay
Chetumal Bay är en vik i Mexiko. Den ligger i den östra delen av landet, 1 200 km öster om huvudstaden Mexico City.